# Morten Pontoppidan
Morten Oxenbøll Pontoppidan (født 3. januar 1851 i Ribe, død 21. september 1931 i Haderslev) var en dansk præst og forfatter, bror til forfatteren og nobelprismodtageren Henrik Pontoppidan samt lægerne Erik og Knud Pontoppidan.
Han tilbragte sin barndom i faderens præstegårde i Ribe, Fredericia og Randers, blev student 1868 fra Randers lærde Skole, 1873 cand.theol. og 1876 personel kapellan ved Skt. Olai Kirke i Helsingør. 1878 blev han forstander for folkehøjskolen i Frerslev.
Hans højskole, som han 1880 flyttede til Hjørlunde, blev hurtig en af landets mest kendte; men da han brød med den grundtvigske opfattelse af den apostolske trosbekendelse, svandt elevantallet på hans skole ind, og 1891 solgte han den.
Derefter forsøgte han at få en folkehøjskole i gang i København, men det lykkedes ikke; han søgte da at få folk i tale ad skriftlig vej, og han førte sin pen som en mester. 1893-1905 og 1913-15 udgav han det religiøse tidsskrift Frit Vidnesbyrd.
Skønt Pontoppidan ansås for udpræget rationalist, skaffede biskop Bruun Juul Fog ham 1894 embedet som sognepræst for Hagested og Gislinge på Sjælland, 1898 blev han forflyttet til Greve og Kildebrønde og 1902 til Stenløse, hvorfra han tog afsked 1921.
Som redaktør sammen med Frederik Ferdinand Falkenstjerne af ugebladet Tidens Strøm (1884-91) tog han del i den politiske kamp, og 1885-86 angreb han J.B.S. Estrups provisoriepolitik så direkte, at han blev anklaget for injurier og dømt til 3 måneders fængsel, som han afsonede vinteren 1887-88.
Som ung var Pontoppidan en begejstret tilhænger af Grundtvigs kirkelige frihedstanker, men efterhånden erfarede han, at den personlige frihed trives bedst bag de folkekirkelige mure, og han blev en ivrig forsvarer for sognekristendommen. Han arbejdet for at gøre Folkekirken så rummelig som muligt med dørene åbne til den store fri verden.
Pontoppidans sognekirkekristendom og præstegårdsdanskhed har fået et ejendommeligt udtryk i hans bog En dansk Præst, Studier over Peter Rørdam (1. og 2. oplag 1898), som prædikant lærer man ham at kende i Tolv Prædikener (1888), Lydig til Døden, Billeder fra Passionstiden (1893), Aldrig fortvivle! Opmuntringsord paa Søndage og Hverdage (1899) og Stenløse Kirkepostil (1909).
Som folkelig taler og fortæller fremtræder han i Taler til Ungdommen (1889), De forenede Staters Historie (1892), Odysseen, genfortalt for Børn (1902) Bibelske Historier (1909-11), Dansk Kirkeliv i Mands Minde (1916), Minder og Oplevelser (1922), Kampen mod Negerslaveriet (1925) og Første Thessalonikerbrev (1927).